# Itzulia Women
Itzulia Women – kobiecy kolarski wyścig etapowy rozgrywany corocznie w Kraju Basków od 2022. Od początku istnienia należy do cyklu UCI Women’s World Tour.
Oprócz wyścigu kobiecego rozgrywany jest również wyścig męski, należący do cyklu UCI World Tour.

## Zwyciężczynie
Opracowano na podstawie:
| Rok  | Pierwsze       | Drugie               | Trzecie              |
| ---- | -------------- | -------------------- | -------------------- |
| 2022 | Demi Vollering | Pauliena Rooijakkers | Kristen Faulkner     |
| 2023 | Marlen Reusser | Demi Vollering       | Katarzyna Niewiadoma |
| 2024 | Demi Vollering | Mischa Bredewold     | Juliette Labous      |
| 2025 |                |                      |                      |